# Menarik kecil
Genre
Espèce
Menarik kecil, unique représentant du genre Menarik, est une espèce d'araignées aranéomorphes de la famille des Sparassidae.

## Distribution
Cette espèce est endémique du Sarawak en Malaisie. Elle se rencontre vers Semengoh.

## Description
Le mâle holotype mesure 3,4 mm et la femelle paratype 4,4 mm

## Systématique et taxinomie
Cette espèce a été décrite par Grall et Jäger en 2022.
Ce genre a été décrit par Grall et Jäger en 2022 dans les Sparassidae.

## Publication originale
- Grall & Jäger, 2022 : « Four new genera of Heteropodinae Thorell, 1873 from Malaysia, Brunei and Papua New Guinea (Araneae: Sparassidae). » Zootaxa, no 5169(1), p. 1-25.